# Samuel Larsen
Samuel Larsen, all'anagrafe Samuel Peter Acosta Larsen (Los Angeles, 28 agosto 1991), è un cantante e attore statunitense.

## Carriera
Comincia a cantare da piccolo, suona il basso, la batteria, la chitarra e la tastiera. Si è diplomato nel 2009 al Murrieta Valley High School ed era nella banda della scuola; durante il secondo anno di liceo diventa cantante e chitarrista della band 15 North, partecipando così a vari festival.
Larsen ha lavorato come modello per la linea di abbigliamento e di accessori di Jac Vanek.
Nel 2010 partecipa ad American Idol, ma viene eliminato prima delle semifinali. Lavora anche come modello per il fashion designer Ashton Michael; incontra Skip Arnold e insieme formano la band Bridges I Burn, il cui terzo membro diventa Salvatore Spinelli. Fa l'audizione per il ruolo di Sam Evans in Glee, ma la parte verrà assegnata a Chord Overstreet.
Nel 2011, fa un'audizione per il talent show musicale The Glee Project, che vince insieme a Damian McGinty, ottenendo così il ruolo di Joseph Hart in sette episodi della serie televisiva Glee. Tuttavia apparirà per i restanti 10 episodi della stagione ed apparirà per i primi 12 della quarta.

## Filmografia

### Cinema
- After, regia di Jenny Gage (2019)
- After 2 (After We Collided), regia di Roger Kumble (2020)

### Televisione
- Glee – serie TV, 25 episodi (2012–2015)
- Hawaii Five-0 – serie TV, episodio 6x09 (2015)